# Кистень, Екатерина Владимировна
Екатери́на Влади́мировна Ки́стень (укр. Катерина Володимирівна Кістень; род. 29 декабря 1979, Киев) — украинская актриса театра и кино. Заслуженная артистка Украины (2017). Известна по ролям в комедийных сериалах «Слуга народа» и «Когда мы дома». Также награждена орденом княгини Ольги III степени (2021).

## Биография
Екатерина родилась 29 декабря 1979 года в Киеве в семье Ирины и Владимира Кистень.
С четырёхлетнего возраста (в течение двенадцати лет) занималась профессионально народными и историко-бытовыми танцами в Ансамбле народной песни и танца «Свитанок». Гастроли: города Италии, Краковский фестиваль в Польше, юбилейный концерт «80 лет Артеку».
С пяти лет училась в Музыкальной школе по классу фортепиано. Окончила 7 классов.
С 1996 по 1999 год училась в Киевском областном училище культуры на факультете режиссуры театрализованных мероприятий и массовых зрелищ в мастерской Горбова А. С.. Получила красный диплом. Там же брала уроки эстрадного вокала, участвовала в конкурсе «Червона Рута-1999», концертах и др.

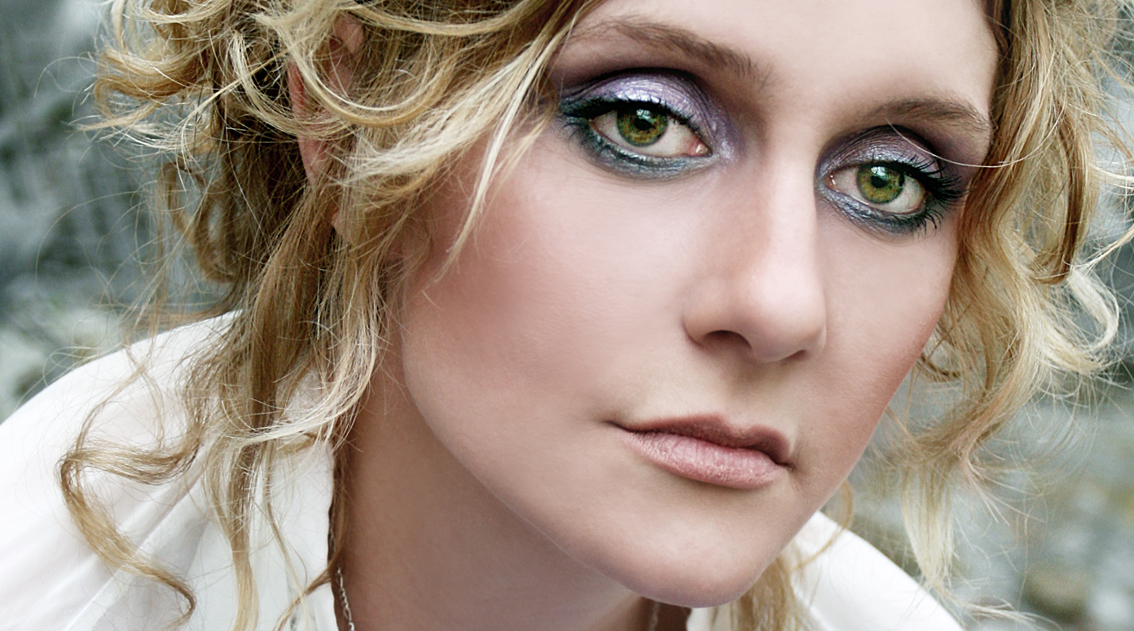
Екатерина Кистень в 2007 году

В 2003 году окончила Киевский государственный университет театра, кино и телевидения им. И. К. Карпенко-Карого (курс Н. Н. Рушковского).
Профессионально занималась классической хореографией, эстрадным вокалом, аргентинским танго, озвучиванием кино.
С 2003 года актриса Нового драматического театра на Печерске.
Одним из первых появлений в кино стала роль в сериале «Завтра будет завтра» (2003). В сериале «Братство» (2005) исполнила роль Александры Кулиш — украинской писательницы, жены Пантелеймона Кулиша.
В шестом сезоне сериала «Сваты» Екатерина Кистень сыграла Светлану Молчанову (Загревскую). В драматическом сериале «Скорая помощь» персонажем Екатерины была сестра Сербина.
В 2014—2018 годах актриса играла в скетчкоме «Когда мы дома», который со второго сезона превратился в полноценный сериал. В 2015 году за роль семейного психолога Насти Ермаковой, получила первую премию «Телезвезда», а также вторую и третью номинации на телевизионную премию «Телетриумф» (2015, 2016). Осенью 2017 года вышел восьмой сезон музыкального талант-шоу «X-Фактор», в котором Кистень принимала участие.

## Гастроли
- Всемирный театральный фестиваль, Эдинбург (Шотландия) — спектакль-мюзикл «Закон танго» по произведениям Борхеса, Кортасара, Неруды и Пьяцоллы.
- Международный фестиваль «Встречи в России», Санкт-Петербург, Балтийский Дом — спектакль «Закон танго».
- По приглашению Русского культурного Центра в Баварии «Мир», Мюнхен — фрагменты спектаклей.

## Театр

### Новый драматический театр на Печерске
1. 2002 — «Арлекино — слуга двух господ» К. Гольдони; режиссёр — Себастьяно Сальвато (копия спектакля режиссёра Джорджо Стрелер в театре «Пикколо», Милан) — Смеральдина
2. 2003 — «5 рассказов Пелевина» В. Пелевина; режиссёр — Юрий Одинокий — роли в 3-х эпизодах: Крупская Н. К., проститутка-трансвестит Нэлли, волк Лена из Тамбова
3. 2003 — «У каждого свои странности» А. Чехова; режиссёр — Александр Крыжановский — Мадам Змеюкина
4. 2004 — «Закон танго» Х. Кортасара, Х. Борхеса, П. Неруды; режиссёр — Елена Лазович — Петрона, испанка
5. 2005 — «Мастер и Маргарита» М. Булгакова; режиссёр — Александр Крыжановский — Штурман Жорж, доктор, Гелла, Наташа, Ида Геркулановна Ворс
6. 2008 — «Распутник» Э. Шмитта; режиссёр — Александр Крыжановский — Г-жа Анна-Доротея Тербуш, художница-мошенница
7. 2009 — «Salida Cruzada — 8 шагов танго» (сочинение участников проекта); режиссёр — Елена Лазович — Лидия, журналистка
8. 2010 — «Счастье» по повести А. Платонова «Река Потудань»; режиссёр — Андрей Билоус — Люба (с 2013 года играется на малой сцене Молодого театра)
9. 2011 — «Push up „Под давлением“» Роланда Шиммельпфеннига; режиссёр — Александр Крыжановский — Сабина
10. 2015 — «Гессе. Притчи» по произведениям Германа Гессе в музыкальном сопровождении камерного ансамбля Sed Contra; режиссёр — Александр Крыжановский
11. 2015 — «Блэз» Клода Манье — Мари
12. «Глупые истории про нас с тобой» К. Драгунской; режиссёр — Елена Лазович — главная роль в 1-й истории
13. «Остров нашей любви и надежды» Г. Соловского — Лизка, она же Лайза Минелли
14. «Святою ночью» А. Чехова; режиссёр — Елена Лазович — Княгиня
15. «Наше Рождество» (сезонный спектакль, сочинение участников проекта); режиссёр — Елена Лазович — Саша
16. «GOGOL ПОИСК» по Гоголю; режиссёр — Игорь Лысов (Москва) — Русалка

### Дома образования и культуры «Мастер Класс»
1. «Красивая птица» по пьесе А. П. Чехова «Чайка»; режиссёр — Олег Липцын — Ирина Николаевна Аркадина, по мужу Треплева, актриса

### Центр Леся Курбаса
1. «Опасные связи» Ш. де Лакло; режиссёр — Сергей Маслобойщиков — Президентша де Турвель

### Киевская академическая мастерская театрального искусства «Созвездие»
1. «Совершенный Чарли» Льва Хохлова; режиссёр — Лев Сомов — медсестра Мериам
2. «Украденное счастье» И. Франко; режиссёр — Андрей Билоус — Анна

### Молодой театр(Киев)
1. «Ангельская комедия» Льва Хохлова (по мотивами пьесы А. Ручелло «Фердинандо»); режиссёр — Лев Сомов — Донна Джезуальдо
2. «Принцесса Лебедь» И. Пелюк, А. Харченко; режиссёр — Илья Пелюк — Ковардина Зло
3. «Коварство и любовь» Ф. Шиллер; режиссёр — Андрей Билоус — жена Миллера

### Национальный академический драматический театр им. Ивана Франко
1. «Мещанин во дворянстве» Мольера; режиссёр — Лев Сомов — Маркиза Доримена

### Дом офицеров
1. «Дюймовочка» (сказка-мюзикл) Х. Андерсена; режиссёр — И. П. Зильберман — Г-жа Мышь
2. «Опасный поворот» Д. Пристли; режиссёр — И. П. Зильберман — Олуен Пиил
3. «Девичник[5]» (Комедия) Режиссёр — Тихон Тихомиров 03 ноября 19:00

## Фильмография

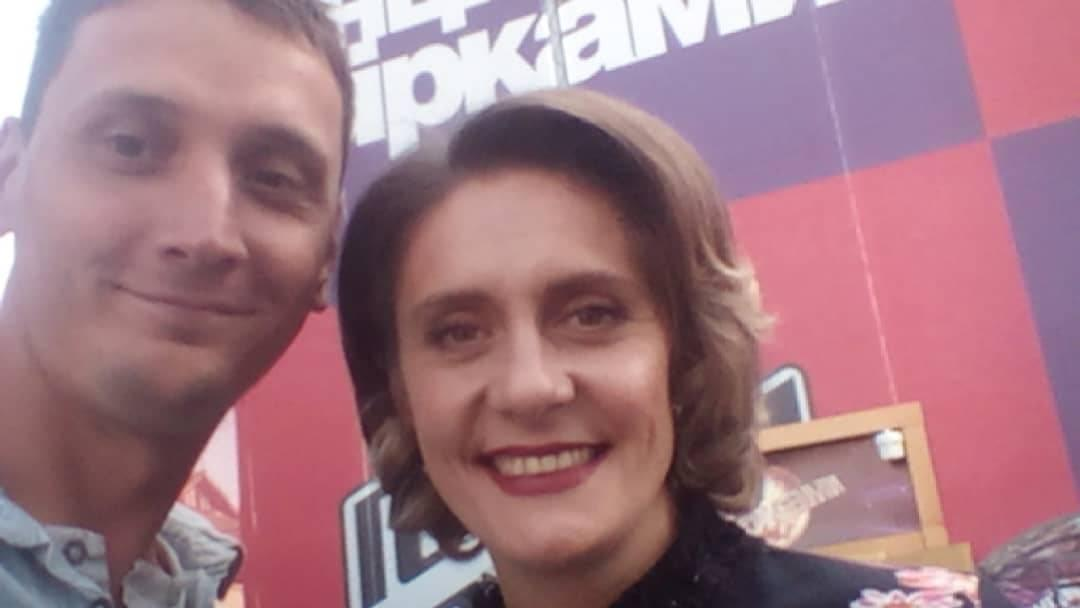
Сериал «Папик»

1. 1992—1997 — Тарас Шевченко. Завещание — Алина Крагельская
2. 2002 — Критическое состояние (телесериал) (эпизод)
3. 2003 — Завтра будет завтра — Оля
4. 2004 — Железная сотня — Ксеня
5. 2005 — Братство — Александра Белозерская
6. 2005 — Возвращение Мухтара—2
  1. «Утечка» (48-я серия) — Маша
7. 2005 — Косвенные улики (эпизод)
8. 2005 — Сумасбродка (эпизод)
9. 2006 — А жизнь продолжается — Лика
10. 2006 — Возвращение Мухтара—3
  1. «Игроки» (45-я серия) — Вера
  2. «Волшебные руки» (74-я серия)
11. 2006 — Дедушка моей мечты—2 (телесериал) — Людмила
12. 2006 — Дурдом — Марина, продавщица магазина
13. 2006 — Об этом лучше не знать — частный детектив
14. 2006 — Танго любви — девушка в дамской комнате
15. 2006—2007 — Ангел-хранитель — любовница Григория
16. 2007 — Бывшая (телесериал) — Лиза
17. 2007 — Колье для снежной бабы — Настя
18. 2007 — Милицейская академия—2 (телесериал) — медсестра
19. 2007 — Надежда как свидетельство жизни — Зинаида, мать Надежды
20. 2007 — Свои дети — врач в детском доме
21. 2007 — Сердцу не прикажешь (эпизод)
22. 2007 — Убить змея — Алла
23. 2008 — Дорогие дети —  Светка, бывшая жена Боцмана
24. 2008 — Доченька моя (эпизод)
25. 2008 — Как найти идеал (эпизод)
26. 2008 — Отряд (телесериал) — продавщица
27. 2008 — Тринадцать месяцев — секретарь суда
28. 2009 — Блудные дети — Надя, секретарь Лидии
29. 2009 — Доярка из Хацапетовки 2: Вызов судьбе — женщина в самолёте, Катина попутчица
30. 2009 — Её сердце — Зина, портниха
31. 2009 — Правила угона — свидетельница на свадьбе
32. 2009 — При загадочных обстоятельствах (Фильм № 1 «Поезд, который исчез») — Зина, медсестра
33. 2009 — Чёрта с два — Лариса
34. 2010 — Брат за брата (телесериал) — Мария, жена Сидорова
35. 2010 — Вера, Надежда, Любовь (телесериал) — Анна, родная мать Васи
36. 2010 — Возвращение Мухтара—6
  1. «Евроремонт» (58-я серия) — Ольга, директор бутика
37. 2010 — Если бы я тебя любил — Зоя, соседка Тани
38. 2010 — Только любовь — Лариса
39. 2011 — Байки Митяя — ведущая теледебатов
40. 2011 — Баллада о бомбере — Зина
41. 2011 — Весна в декабре — Ирина Ивановна Крайнева, судебный пристав
42. 2011 — Дед — медсестра
43. 2011 — Доярка из Хацапетовки-3 — Валерия Капралова, актриса
44. 2011 — Здравствуй, мама! — Альбина
45. 2011 — Ласточкино гнездо — секретарша
46. 2011 — Паутинка бабьего лета — Тома, двоюродная сестра Максима
47. 2011 — Срочно! Ищу мужа — администратор в гостинице (в титрах — Катя Кистень)
48. 2011 — Ярость (фильм № 8) — Вера, кадровик
49. 2011 — Я тебя никогда не забуду — Ядвига, жена Степана
50. 2011 — Красотки (скетч-шоу)
51. 2011—2012 — Я приду сама — любовница бандита
52. 2011—2013 — Такси — Лена, дизайнер
53. 2012 — Ялта-45 — Марина, конвоир
54. 2012 — Генеральская сноха — Ольга, соседка Павла
55. 2012 — Джамайка — Нинка Тихая
56. 2012 — Дорога в пустоту — Щепкина, зэчка
57. 2012 — Это моя собака — официантка
58. 2012 — Личная жизнь следователя Савельева (Фильм № 1 «Крест следователя Савельева») — Елена Степановна Вурдова, сестра Зои Моисеевой
59. 2012 — Мамочка моя — Катерина, сожительница Петра
60. 2012 — Отцовский инстинкт — Ирка, подруга Лены
61. 2012 — Ржевский против Наполеона — косметолог
62. 2012—2013 — Сваты 6 —  Светлана Молчанова (Загревская), мать Жеки, однокурсница Маши Будько
63. 2013 — Бедная Liz — Люся, продавщица
64. 2013 — Женский доктор—2 (телесериал)
  1. «Только мой» (21-я серия) — Кира Евдокимова
65. 2013 — Ловушка (телесериал) — Анна Николаевна Воронцова
66. 2013 — Мой папа лётчик (эпизод)
67. 2013 — Параджанов — администратор
68. 2013 — Убить дважды — Елизавета Верёвкина (Верёвка), зэчка
69. 2013 — Уйти, чтобы остаться — Варвара
70. 2013 — Богини эфира (скетч-шоу)
71. 2014 — Ищу жену с ребёнком — Кондратьева, одноклассница Лады и Бориса
72. 2014 — Лабиринты судьбы (эпизод)
73. 2014 — Личное дело — Ирина Юрьевна Вахмистрова, судья
74. 2014 — Опасная любовь —  Инна, хозяйка художественной галереи, подруга Виктории
75. 2014 — Скорая помощь (Серии 10-я, 12-я, 15-я, 16-я) — Света, сестра Сербина
76. 2014—2017 — Когда мы дома — Настя Ермакова, семейный психолог
77. 2015 — Два плюс два —  психолог
78. 2015 — Слуга народа — Светлана Петровна Сахно, сестра Василия, невеста Михаила Санина, в прошлом — железнодорожный работник (проводник)
79. 2015 — Пусть всегда будет солнце
80. 2016 — Команда — Лёля, жена Фролова
81. 2016 — «Лучшая» неделя моей жизни — тётя Рая
82. 2016 — На линии жизни Виктория
83. 2016 — Родственнички — Катя, жена Сергея
84. 2016 — Чудо по расписанию — Люся Дробышева, актриса
85. 2016 — близкие люди — жена Андрея
86. 2017 — Слуга народа—2 От любви до импичмента — Светлана Петровна Сахно, сестра Василия
87. 2017 — встречная полоса
88. 2017 — Суббота — Тамара
89. 2017 — Вверх тормашками — соседка Оли
90. 2017 — Город влюблённых — тетушка Варвара
91. 2017 — Сара — госпожа Стефа, хозяйка Сары
92. 2017—2018 — Когда мы дома. Новая история — Настя Ермакова, семейный психолог
93. 2018 — Родная кровь — Дарья Спиридонова гражданка Америки
94. 2018 — Сотка —  Галина Петровна
95. 2019 — Слуга народа — 3 Выбор — Светлана Петровна Сахно, сестра Василия
96. 2019 — В воскресенье рано зелье копала — Татьяна
97. 2019 — Тайная любовь — Вита
98. 2019 — Цыганка — Татьяна
99. 2019 — Тайна Марии — Вера Павлова
100. 2019 — Папик — Инесса Эдуардовна, педагог по вокалу
101. 2019 — Утраченные воспоминания — Тамара
102. 2019 — Рушковцы. Путь мастера— камео
103. 2019 — Старший следователь
104. 2020 — Родня — Ангелина Вениаминовна
105. 2020 — Толока — жена Ивана Ярошенко
106. 2020 — Отец рулит — Оксана
107. 2021 — Ребенок с гарантией —Ирина Петровна
108. 2021 — Моя любимая Страшко — Евгения Леоненко
109. 2021 — Славная Революция
110. 2022 — Любовь и блоггеры

## Награды и номинации
- 2013 — Лауреат премии «Киевская пектораль» в номинации «Лучшая женская роль второго плана» за роль Княгини в спектакле «Святой ночью» (Новый драматический театр на Печерске)
- 2017 — Лауреат премии «Киевская пектораль» в номинации «Лучшая женская роль второго плана» за роль Женщины в спектакле «Двое бедных румын, говорящих по-польски» (Новый драматический театр на Печерске)[6]